# Episodi di Schlitz Playhouse of Stars (seconda stagione)
La seconda stagione della serie televisiva Schlitz Playhouse of Stars è andata in onda negli Stati Uniti dal 3 ottobre 1952 al 28 agosto 1953 sulla CBS.
| nº | Titolo originale         | Prima TV USA     |
| -- | ------------------------ | ---------------- |
| 1  | Come What May            | 3 ottobre 1952   |
| 2  | Trouble in Pier Twelve   | 10 ottobre 1952  |
| 3  | This Plane for Hire      | 17 ottobre 1952  |
| 4  | Drawing Room A           | 24 ottobre 1952  |
| 5  | Enchanted Evening        | 31 ottobre 1952  |
| 6  | Tango                    | 7 novembre 1952  |
| 7  | The House of Pride       | 14 novembre 1952 |
| 8  | The Pussyfootin' Rocks   | 21 novembre 1952 |
| 9  | Barrow Street            | 28 novembre 1952 |
| 10 | Mr. Thayer               | 5 dicembre 1952  |
| 11 | The White Cream Pitcher  | 12 dicembre 1952 |
| 12 | The Playwright           | 19 dicembre 1952 |
| 13 | A String of Beads        | 26 dicembre 1952 |
| 14 | Jenny                    | 2 gennaio 1953   |
| 15 | The Unopened Letter      | 9 gennaio 1953   |
| 16 | Guardian of the Clock    | 23 gennaio 1953  |
| 17 | Point of Honor           | 30 gennaio 1953  |
| 18 | Manhattan Robin Hood     | 6 febbraio 1953  |
| 19 | Mr. Greentree and Friend | 13 febbraio 1953 |
| 20 | The Devil's Other Name   | 20 febbraio 1953 |
| 21 | Girl of My Dreams        | 27 febbraio 1953 |
| 22 | Big Jim's Boy            | 6 marzo 1953     |
| 23 | Nineteen Rue Marie       | 13 marzo 1953    |
| 24 | Parents' Week-End        | 20 marzo 1953    |
| 25 | Happy Ending             | 27 marzo 1953    |
| 26 | The Governess            | 3 aprile 1953    |
| 27 | The Mirror               | 10 aprile 1953   |
| 28 | Papa Goes to the Ball    | 17 aprile 1953   |
| 29 | Allen of Harper          | 24 aprile 1953   |
| 30 | Medicine Woman           | 1º maggio 1953   |
| 31 | The Copper Ring          | 8 maggio 1953    |
| 32 | Vacation for Ginny       | 15 maggio 1953   |
| 33 | Pursuit                  | 22 maggio 1953   |
| 34 | The Girl That I Married  | 29 maggio 1953   |
| 35 | Twenty-two Sycamore Road | 5 giugno 1953    |
| 36 | The Widow Makes Three    | 12 giugno 1953   |
| 37 | Operation Riviera        | 19 giugno 1953   |
| 38 | The Ledge                | 26 giugno 1953   |
| 39 | Richard and the Lion     | 3 luglio 1953    |
| 40 | Storm Warnings           | 10 luglio 1953   |
| 41 | The Journey              | 17 luglio 1953   |
| 42 | Knave of Hearts          | 24 luglio 1953   |
| 43 | The Doctor Comes Home    | 31 luglio 1953   |
| 44 | Simplon Express          | 7 agosto 1953    |
| 45 | Miracle in the Night     | 14 agosto 1953   |
| 46 | Sheila                   | 21 agosto 1953   |
| 47 | Two Lives Have I         | 28 agosto 1953   |

## Come What May
- Diretto da:
- Scritto da:

### Trama
- Interpreti: Irene Dunne (se atessa - presentatrice), Wallace Ford

## Trouble in Pier Twelve
- Diretto da:
- Scritto da:

### Trama
- Interpreti: John Howard, Rochelle Hudson, Lou Nova, Akim Tamiroff

## This Plane for Hire
- Diretto da:
- Scritto da:

### Trama
- Interpreti: Lloyd Bridges, Irene Dunne (Herself - Prolog), Esther Fernández, Eddie Firestone, Gilberto González, Carlos Riquelme, Andrés Velázquez

## Drawing Room A
- Diretto da:
- Scritto da:

### Trama
- Interpreti: William Bishop, Joan Camden

## Enchanted Evening
- Diretto da:
- Scritto da:

### Trama
- Interpreti: Eddie Albert, Irene Dunne (se atessa - presentatrice), Margo

## Tango
- Diretto da:
- Scritto da:

### Trama
- Interpreti: Irene Dunne (se atessa - presentatrice), Cesar Romero, Ann Savage

## The House of Pride
- Diretto da:
- Scritto da:

### Trama
- Interpreti: Coleen Gray (Isabel Ford), Robert Hutton (Perry Ford), Armando Silvestre (Joe), Jonathan Hale (dottor Kennedy), Irene Dunne (se atessa - presentatrice)

## The Pussyfootin' Rocks
- Diretto da:
- Scritto da:

### Trama
- Interpreti: Joan Blondell (Calamity Jane), Buddy Ebsen (Ripplehissian gang), Kathleen Freeman (Ripplehissian gang), Irene Dunne (se atessa - presentatrice)

## Barrow Street
- Diretto da:
- Scritto da:

### Trama
- Interpreti: Irene Dunne (se atessa - presentatrice), Sally Forrest

## Mr. Thayer
- Diretto da:
- Scritto da:

### Trama
- Interpreti: James Dobson, Irene Dunne (se atessa - presentatrice), Peggy Ann Garner, Ruta Lee, Francis L. Sullivan, Carleton Young

## The White Cream Pitcher
- Diretto da:
- Scritto da:

### Trama
- Interpreti: Irene Dunne (se atessa - presentatrice), Frances Rafferty, Walter Slezak

## The Playwright
- Diretto da:
- Scritto da:

### Trama
- Interpreti: Richard Carlson, Joan Vohs

## A String of Beads
- Diretto da:
- Scritto da:

### Trama
- Interpreti: Don Beddoe, Joan Caulfield (Governess), Phyllis Coates, Michael Colgan, Tom Drake, Marlo Dwyer, Carl Esmond (conte Borselli), Natalie Schafer

## Jenny
- Diretto da:
- Scritto da:

### Trama
- Interpreti: Fay Bainter (Jenny)

## The Unopened Letter
- Diretto da:
- Scritto da:

### Trama
- Interpreti: Phyllis Avery, John Newland, Geraldine Wall

## Guardian of the Clock
- Diretto da:
- Scritto da:

### Trama
- Interpreti: Hugh Beaumont, Edmund Gwenn (se stesso - narratoree), Bill McLean, Una Merkel, John Monaghan, Judy Osborne, Frank J. Scannell, Ludwig Stössel (Clockman), Ben Welden, Roland Winters

## Point of Honor
- Diretto da:
- Scritto da:

### Trama
- Interpreti: Joseph Schildkraut

## Manhattan Robin Hood
- Diretto da:
- Scritto da:

### Trama
- Interpreti: Edward Binns, Preston Foster, Robert Osterloh, Dorothy Patrick, Ralph Reed, Fred Sherman, Buddy Swan, Steven Terrell

## Mr. Greentree and Friend
- Diretto da:
- Scritto da:

### Trama
- Interpreti: Barbara Billingsley, Hans Conried (Professor)

## The Devil's Other Name
- Diretto da:
- Scritto da:

### Trama
- Interpreti: Arthur Franz, Virginia Hall, Marjorie Lord

## Girl of My Dreams
- Diretto da:
- Scritto da:

### Trama
- Interpreti: Marguerite Chapman, Jeff Donnell, Roy Roberts, Donald Woods

## Big Jim's Boy
- Diretto da:
- Scritto da:

### Trama
- Interpreti: Phyllis Avery, Dan Barton, Jackie Cooper (Bob Heywood), Edgar Dearing, Morgan Farley (dottor Kane), Kit Guard, Harry Shannon (Big Jim Heywood)

## Nineteen Rue Marie
- Diretto da:
- Scritto da:

### Trama
- Interpreti: Edit Angold, Leon Askin, David Brian, Adrienne D'Ambricourt, George Dee, Lawrence Dobkin, Maria Palmer, Christian Pasques, Joyce Terry

## Parents' Week-End
- Diretto da:
- Scritto da:

### Trama
- Interpreti: Suzanne Alexander, Jerome Cowan, Skip Homeier, Maureen O'Sullivan

## Happy Ending
- Diretto da:
- Scritto da:

### Trama
- Interpreti: Helmut Dantine (Peter), Osa Massen (Eva), Janine Perreau (Karen)

## The Governess
- Diretto da:
- Scritto da:

### Trama
- Interpreti: Ellen Drew (Mary Varnum), Onslow Stevens (Sen. Scott Varnum), Lillian Bronson (Miss Pringle), Strother Martin (Mr. Ralph), George N. Neise (Martin Radley), Sue Carlton (Sorella Mary Therese), Maura Murphy (Abby Colt), Florence Ravenel (Eunice), Jeffrey Pritchard (Pete Varnum), Sheila Clark (Liz)

## The Mirror
- Diretto da:
- Scritto da:

### Trama
- Interpreti: Victor Jory, Ian MacDonald

## Papa Goes to the Ball
- Diretto da:
- Scritto da:

### Trama
- Interpreti: Jack Daly, Dan Foster, Jil Jarmyn, Queenie Leonard, Chester Marshall, Jeanette Nolan, Jay Novello, Harold Peary, Lanny Rees, Danny Richards Jr.

## Allen of Harper
- Diretto da:
- Scritto da:

### Trama
- Interpreti: Hans Conried, Jan Miner, John Newland, Anne Seymour, Robert Warwick, Rhys Williams

## Medicine Woman
- Diretto da:
- Scritto da:

### Trama
- Interpreti: George Brent (Sam Bentley), William Fawcett (vecchio Man), Robert Hyatt (Tommy Mack), Frank Jenks, Mary Ellen Kay (infermiera Sally), Andrea King (dottor Janice Blake)

## The Copper Ring
- Diretto da:
- Scritto da:

### Trama
- Interpreti: Charles Bickford (dottor Gunther), Colin Campbell (Sir Philip Gilling), Ann Loos (Caroline), Danni Sue Nolan (Elizabeth), Katherine Warren (Mrs. Gunther)

## Vacation for Ginny
- Diretto da:
- Scritto da:

### Trama
- Interpreti: Hugh Beaumont (John Harris), Eugene Borden, Marilyn Gray, Barbara Hale (Ginny Morgan), Grace Lenard, Craig Stevens (Rod Warren), Carl 'Alfalfa' Switzer

## Pursuit
- Diretto da:
- Scritto da:

### Trama
- Interpreti: Richard Carlson (Josef Lindquist), Robert Cornthwaite (dottor Ellsworth), Lester Dorr, Martha Hyer (Lisa), Adrienne Marden, Hank Patterson, John Pickard

## The Girl That I Married
- Diretto da:
- Scritto da:

### Trama
- Interpreti: Suzanne Dalbert, Gene Raymond (US Army Major), Beverly Tyler

## Twenty-two Sycamore Road
- Diretto da:
- Scritto da:

### Trama
- Interpreti: Nancy Davis (Nan Gage), Willard Parker (Ron Gage)

## The Widow Makes Three
- Diretto da:
- Scritto da:

### Trama
- Interpreti: Broderick Crawford, Betty Lou Gerson

## Operation Riviera
- Diretto da:
- Scritto da:

### Trama
- Interpreti: Lon McCallister, Randy Stuart

## The Ledge
- Diretto da:
- Scritto da:

### Trama
- Interpreti: Kenneth Alton, Bill Baldwin, Skip Homeier (Dick Newton), Robert Knapp, Herbert Lytton, Joseph Mell, Richard Monda, Robert Osterloh, Allene Roberts (Joan), Regis Toomey (Ed Bartlett)

## Richard and the Lion
- Diretto da:
- Scritto da:

### Trama
- Interpreti: Joanne Dru, Jackie the Lion, George Nader (Richard)

## Storm Warnings
- Diretto da:
- Scritto da:

### Trama
- Interpreti: Arthur Franz, Kristine Miller, Robert Stack

## The Journey
- Diretto da:
- Scritto da:

### Trama
- Interpreti: Paul Guilfoyle (Eastbrook), Patrick O'Neal (Jay Farnum), Merle Oberon (Herself  - presentatoreess / Marian Thorne), Grandon Rhodes (Mark Thorne)

## Knave of Hearts
- Diretto da:
- Scritto da:

### Trama
- Interpreti: Mark Stevens (se stesso  - presentatore / Steve Dexter), Margaret Field (Laura Warren), Rex Reason (Johnny Scoville), Jack Elam (Lee Dineen), Lee Van Cleef (Dallas Clancy), Morris Ankrum (Mark Warren), John Qualen (Pop Bradshaw), Victor Millan (Andy Lopez)

## The Doctor Comes Home
- Diretto da:
- Scritto da:

### Trama
- Interpreti: Barbara Billingsley, Ronald Reagan (dottor)

## Simplon Express
- Diretto da:
- Scritto da:

### Trama
- Interpreti: Eddie Bracken, Laura Mason, Aline Towne

## Miracle in the Night
- Diretto da:
- Scritto da:

### Trama
- Interpreti: Charles Cane, Ann Harding

## Sheila
- Diretto da:
- Scritto da:

### Trama
- Interpreti: Griff Barnett, Vincent Price, Elisabeth Risdon

## Two Lives Have I
- Diretto da:
- Scritto da:

### Trama
- Interpreti: Philip Carey, Edward Colmans, John Doucette, Patricia Medina, Janine Perreau, Doris Scarlett